# Salvia potaninii
Salvia potaninii là một loài thực vật có hoa trong họ Hoa môi. Loài này được Krylov miêu tả khoa học đầu tiên năm 1915.